# Rico Strieder
Rico Strieder (* 6. Juli 1992 in Dachau) ist ein deutscher Fußballspieler, der seit 2022 beim SV Heimstetten in der Regionalliga Bayern spielt.

## Karriere
Strieder wechselte 2003 aus der Fußballabteilung des TSV Arnbach, aus dem gleichnamigen Ortsteil von Schwabhausen im oberbayerischen Landkreis Dachau, in die Jugendabteilung des FC Bayern München. In der Saison 2008/09 gehörte er den B-Junioren der Bayern an und erreichte die Endrunde um die Deutsche Meisterschaft, in der die Bayern jedoch das Finale gegen den VfB Stuttgart mit 1:3 nach Verlängerung verloren. In den Spielzeiten 2009/10 und 2010/11 gehörte er den A-Junioren an und bestritt insgesamt 27 A-Junioren-Bundesligaspiele, in denen er ein Mal traf. In der Saison 2011/12 spielte Strieder erstmals für die zweite Mannschaft der Bayern in der Regionalliga Süd. Sein Debüt bestritt er am 8. August 2011 (1. Spieltag) beim 2:2-Unentschieden gegen den 1. FC Nürnberg II mit Einwechslung in der 60. Minute für Toni Vastić. Seit der Saison 2012/13 spielt der FC Bayern München II aufgrund einer Ligenreform in der Regionalliga Bayern. In dieser Spielklasse erzielte Strieder am 10. Oktober 2012 (15. Spieltag) beim 3:0-Sieg im Auswärtsspiel gegen die SpVgg Greuther Fürth II mit dem Treffer zum zwischenzeitlichen 2:0 in der 64. Minute sein erstes Tor im Seniorenbereich. 2014 gewann er mit der Mannschaft die Meisterschaft, in der Aufstiegsrunde zur 3. Liga scheiterten die Bayern dann aber nach Hin- und Rückspiel knapp an Fortuna Köln. Wegen einer schweren Hüftgelenksverletzung fiel Strieder in der Saison 2014/15 fast sieben Monate aus, im März 2015 gab er sein Comeback. Aufgrund von zahlreichen Verletzten im Profikader und der bereits gewonnenen Meisterschaft wurde Strieder gemeinsam mit Lukas Görtler von Pep Guardiola am 31. Spieltag der Saison 2014/15 in den Kader der ersten Mannschaft berufen. Bei der 0:2-Niederlage bei Bayer 04 Leverkusen am 2. Mai 2015 stand er in der Startelf und gab somit sein Bundesligadebüt. Er kam dabei auf der für ihn ungewohnten Position als Linksverteidiger zum Einsatz; in der Regionalligamannschaft spielt er meist im defensiven Mittelfeld. Zur Saison 2015/16 verpflichtete ihn der niederländische Erstligist FC Utrecht mit der Option auf eine weitere Saison. Strieder folgt somit Erik ten Hag, der von 2013 bis 2015 den FC Bayern München II trainierte. Sein Ligadebüt gab er am 16. August 2015 (2. Spieltag) beim 1:1-Unentschieden im Heimspiel gegen den SC Heerenveen mit Einwechslung für Bart Ramselaar in der 80. Minute. Sein erstes Tor war der 1:0-Siegtreffer in der 34. Minute am 5. Dezember 2015 (19. Spieltag) im Auswärtsspiel gegen BV De Graafschap. Mitte Januar 2020 wurde für den Rest der Saison 2019/20 eine Ausleihe zum Ligakonkurrenten PEC Zwolle vereinbart. Anfang Juli 2020 wurde sein endgültiger Wechsel bestätigt und er war dort die nächsten zwei Jahre dort aktiv. In dieser Zeit absolvierte er 50 Pflichtspiele für den Verein. Nachdem sein Vertrag im Sommer 2022 nicht mehr verlängert worden war, schloss er sich kurze Zeit später dem SV Heimstetten in der Regionalliga Bayern an.

## Erfolge
- Meister der Regionalliga Bayern: 2014
- Deutscher Meister: 2015